# Castel di Tora
Castel di Tora est une commune italienne de la province de Rieti, dans la région Latium. Le village a obtenu le label des Plus Beaux Bourgs d'Italie.

## Histoire
Les premières traces historiques de ce village remontent à 1035, lorsque certaines chroniques parlent d'un Castrum Vetus de Ophiano. Jusqu'en 1864, le village s'appelait Castelvecchio. Le nom actuel est tiré d'une ancienne colonie romaine appelée Tora, où eut lieu en 251 après J.-C. le martyre de Santa Anatolia. La découverte d'une nécropole de l'époque impériale (vers 200 après J.-C.) à proximité du village est récente.

## Administration
| Période                                  | Période | Identité | Étiquette | Qualité |
| ---------------------------------------- | ------- | -------- | --------- | ------- |
|                                          |         |          |           |         |
| Les données manquantes sont à compléter. |         |          |           |         |

### Communes limitrophes
Ascrea, Colle di Tora, Pozzaglia Sabina, Rocca Sinibalda, Varco Sabino.